# Władysław Aleksander Łubieński
Władysław Aleksander Łubieński herbu Pomian (ur. 1 listopada 1703 w Iwanowicach, zm. 21 czerwca 1767 w Warszawie) – arcybiskup gnieźnieński i prymas Polski, interrex w 1763 roku, arcybiskup lwowski, opat komendatoryjny paradyski i tyniecki w 1760 roku, kanonik gnieźnieński, scholastyk krakowskiej kapituły katedralnej w latach 1730–1758, kustosz sandomierskiej kapituły kolegiackiej  w latach 1752–1759, proboszcz-infułat w Łasku.
Brat Floriana Łubieńskiego i opiekun jego wnuka Feliksa.

## Nauka i kariera kościelna
Był starszym synem Macieja i Marianny ze Stokowskich, herbu Jelita. Studiował teologię i prawo kanoniczne na Akademii Krakowskiej, teologię w Collegium Romanum. Był wiceprezydentem Trybunału Głównego Koronnego w Piotrkowie w latach 1730 i 1731. W 1740 został pisarzem wielkim koronnym. W 1741 przybył do Drezna, gdzie pozostał na dworze Augusta III. W 1748 został opatem komendatoryjnym w Paradyżu. W 1758 mianowany arcybiskupem lwowskim. W 1759 został arcybiskupem gnieźnieńskim i prymasem Polski. Przebywał głównie w Skierniewicach i Łowiczu, finansując przebudowę katedry w Gnieźnie.

## Interrex
Po śmierci Augusta III został interreksem Polski. Jeszcze za jego życia spiskował z familią Czartoryskich chcąc dokonać zamachu stanu przy pomocy wojsk rosyjskich. Łubieński był człowiekiem próżnym, ceniącym chwilową władzę i korzystającym z niej. Obsadzał swych krewnych i przyjaciół na lukratywnych posadach. W listopadzie 1763 roku wyznaczając osoby na poselstwa do obcych dworów, uwzględnił przede wszystkim swych krewnych. Posłem do Rzymu, Neapolu i Wenecji został ksiądz Maciej Józef Łubieński, do Petersburga – Kazimierz Łubieński, do Wersalu i Lunéville – Franciszek Bieliński, do Hagi, Madrytu, Londynu, Lizbony i Turynu – Józef Poniński, do Drezna Teodor Potocki, do Wiednia – Maksymilian Ossoliński, do Berlina – Stanisław Kostka Gadomski, do Sztokholmu i Kopenhagi – Izydor Ostroróg. Wszystkich tych dyplomatów bardzo szczodrze opłacił. Ich misje nie odgrywały większej roli. 
Człowiekiem, którego rad Łubieński prawie zawsze słuchał, był ksiądz Andrzej Stanisław Młodziejowski. Ten inteligentny i chciwy prałat namówił Łubieńskiego do jednoznacznego opowiedzenia się po stronie Czartoryskich i Rosji.
W korespondencji z Fryderykiem II i Katarzyną II tytułował ich „Królem w Prusiech” i „Imperatorową Wszechrosji”, które to tytuły nie były dotąd uznawane przez Rzeczpospolitą. Tytuły te uznał oficjalnie na sejmie konwokacyjnym 1764 roku. Oni odwdzięczali się stosowaną wobec niego zaszczytną formułą „Celcissimus princeps”, której nie używano dotąd wobec żadnego interrexa.
13 kwietnia 1764 wobec zbrojnej interwencji Katarzyny II, Jan Klemens Branicki i grupa przychylnych mu senatorów zażądała by prymas Łubieński zwołał pospolite ruszenie, ten jednak odmówił, wtedy grupa 14 senatorów przesłała pisma do dworów w Petersburgu i Berlinie wzywające do nieingerowania w sprawy polskie. Poseł rosyjski Herman Karl von Keyserling zdecydował się pisma nie przyjąć, pod pozorem że tytulatura imperatorowej jest w niej źle napisana, przyjęli ją natomiast Gédéon Benoît i król Fryderyk II, nie chcąc zrażać do końca tych, którzy widzieli oparcie dla Polski w Prusach. Poseł austriacki Florimont-Claude Mercy-Argenteau, zachęcał Branickiego i jego stronników do konfederacji, lecz nie udało się ostatecznie jej zorganizować. Był elektorem Stanisława Augusta Poniatowskiego w 1764 roku z województwa poznańskiego.
25 listopada 1764 koronował Stanisława Augusta Poniatowskiego na króla Polski w kolegiacie św. Jana w Warszawie. Jako stronnik Rosji pobierał wówczas stałą pensję z ambasady rosyjskiej w wysokości 500 000 złp. W 1765 został kawalerem Orderu Świętego Stanisława.
Był członkiem konfederacji Czartoryskich w 1764 roku. Zwycięzcy w elekcji 1764 roku, stronnicy Poniatowskiego, Czartoryscy pozbawili hetmana Branickiego władzy nad wojskiem, czego Austriacy i Francuzi chcieli uniknąć, by zachować wpływy w Rzeczypospolitej. 7 czerwca 1764 ambasador Francji Antoine-René de Voyer de Paulmy, markiz d’Argenson oświadczył prymasowi, że wraca do Francji, ponieważ „w Polsce nastąpiło rozdwojenie, a on nie może przebywać w jednej jej części”. Łubieński, który spodziewał się podobnych słów i któremu ambasador rosyjski Herman Karl von Keyserling miał nakazać grać ostro, odpowiedział, że wobec tego nie uważa on już de Paulmy’ego za ambasadora. Skutkiem czego Francuzi zlikwidowali swą placówkę dyplomatyczną w Warszawie. 9 czerwca opuścił ją Paulmy, a 16 lipca Hennin i Monnet. Na znak solidarności sojuszniczej, Warszawę opuścili także reprezentant Austrii – Florimont-Claude Mercy-Argenteau i Hiszpanii. Później kraje „systemu południowego” zwlekały z uznaniem Poniatowskiego.
W 1764 roku został wyznaczony senatorem rezydentem. Tego samego roku przejął formalnie opiekę nad osieroconym przez ojca pięcioletnim wnukiem swego brata, Feliksem i załatwił żeby chłopiec stał się podopiecznym dzieckiem króla Prus Fryderyka II.
Prawdopodobnie został otruty przez Rosjan w 1767 roku, gdyż nie chciał podporządkować się planom równouprawnienia dysydentów, wysuwanym przez posła rosyjskiego Nikołaja Repnina. Rodzina prymasa natomiast o jego otrucie podejrzewała biskupa Andrzeja Młodziejowskiego.
W 1758 odznaczony Orderem Orła Białego.
Pochowany w kolegiacie Wniebowzięcia NMP i św. Mikołaja w Łowiczu.

## Prace
Autor prac:
- Geografia komplikacyjna
- Świat we wszystkich swoich częściach